# Hello Sadness
Hello Sadness è il quarto album in studio del gruppo pop-rock gallese dei Los Campesinos!, pubblicato nel 2011.

## Tracce
1. By Your Hand – 4:07
2. Songs About Your Girlfriend – 3:18
3. Hello Sadness – 4:13
4. Life Is a Long Time – 4:21
5. Every Defeat a Divorce (Three Lions) – 5:04
6. Hate for the Island – 2:20
7. The Black Bird, the Dark Slope – 3:55
8. To Tundra – 4:11
9. Baby I Got the Death Rattle – 4:13
10. Light Leaves, Dark Sees Pt. II – 4:20